# Boost
Boost — собрание библиотек классов, использующих функциональность языка C++ и предоставляющих удобный кроссплатформенный высокоуровневый интерфейс для лаконичного кодирования различных повседневных подзадач программирования (работа с данными, алгоритмами, файлами, потоками, регулярными выражениями, линейная алгебра, генерация псевдослучайных чисел, обработка изображений, модульное тестирование и т. п.). Версия 1.76 содержит 164 отдельные библиотеки.
Свободно распространяются по лицензии Boost Software License, разработанной для того, чтобы Boost можно было использовать как со свободным, так и с проприетарными программными проектами, вместе с исходным кодом. Проект был создан после принятия стандарта C++, когда многие были недовольны отсутствием некоторых библиотек в STL. 
Проект является своего рода «испытательным полигоном» для различных расширений языка и части библиотек, которые являются кандидатами на включение в следующий стандарт C++. Многие из основателей Boost входят в комитет по стандартизации C++, и несколько библиотек Boost были приняты для включения в C++ Technical Report 1, стандарт C++11 (например, интеллектуальные указатели, потоки, регулярные выражения, random, ratio, tuple) и стандарт C++17 (например, filesystem, any, optional, variant, string_view). Boost имеет заметную направленность на исследования и расширяемость (метапрограммирование и обобщённое программирование с активным использованием шаблонов).
Сообщество Boost появилось примерно в 1998 году, когда была выпущена первая версия стандарта. С тех пор оно постоянно росло и теперь играет важную роль в стандартизации C++. Несмотря на то, что между сообществом Boost и комитетом по стандартизации нет официальных отношений, некоторые разработчики активно участвуют в обеих группах.

## Библиотеки
Библиотеки Boost охватывают следующее:
- Алгоритмы
- Обход ошибок в компиляторах, не соответствующих стандарту
- Многопоточное программирование
- Контейнеры
- Модульное тестирование
- Структуры данных
- Функциональные объекты
- Обобщённое программирование
- Графы
- Работа с геометрическими данными
- Ввод-вывод
- Межъязыковая поддержка
- Итераторы
- Математические и числовые алгоритмы
- Работа с памятью
- Синтаксический и лексический разбор
- Метапрограммирование на основе препроцессора
- «Умные указатели»
- Обработка строк и текста
- Метапрограммирование на основе шаблонов

## Примеры

### Линейная алгебра
Boost включает библиотеку линейной алгебры uBLAS с операциями для векторов и матриц.
Пример, показывающий умножение матрицы на вектор:
```
#include
 
<boost/numeric/ublas/vector.hpp>

#include
 
<boost/numeric/ublas/matrix.hpp>

#include
 
<boost/numeric/ublas/io.hpp>

using
 
namespace
 
boost
::
numeric
::
ublas
;

// "y = Ax" пример

int
 
main
()

{

	
vector
<
double
>
 
x
(
2
);

	
x
(
0
)
 
=
 
1
;
 
x
(
1
)
 
=
 
2
;

	
matrix
<
double
>
 
A
(
2
,
2
);

	
A
(
0
,
0
)
 
=
 
0
;
 
A
(
0
,
1
)
 
=
 
1
;

	
A
(
1
,
0
)
 
=
 
2
;
 
A
(
1
,
1
)
 
=
 
3
;

	
vector
<
double
>
 
y
 
=
 
prod
(
A
,
 
x
);

	
std
::
cout
 
<<
 
y
 
<<
 
std
::
endl
;

	
return
 
0
;

}

```

Подробнее: документация uBLAS и описание операций.

### Генерирование псевдослучайных чисел
Boost предоставляет различные генераторы псевдослучайных чисел, для каждого из которых можно задавать конкретное распределение.
Пример, показывающий генерирование случайных чисел с нормальным распределением:
```
#include
 
<boost/random.hpp>

#include
 
<ctime>

using
 
namespace
 
boost
;

double
 
SampleNormal
(
double
 
mean
,
 
double
 
sigma
)

{

  
// выбор генератора случайных чисел

  
mt19937
 
rng
;

  
// инициализация генератора числом секунд с 1970 года

  
rng
.
seed
(
static_cast
<
unsigned
>
 
(
std
::
time
(
0
)));

    
// выбор нужного распределения

    
normal_distribution
<
double
>
 
norm_dist
(
mean
,
 
sigma
);

    
// привязка генератора к распределению

    
variate_generator
<
mt19937
&
,
 
normal_distribution
<
double
>
 
>
  
normal_sampler
(
rng
,
 
norm_dist
);

    
// пример работы

    
return
 
normal_sampler
();

}

```

Подробнее см. Boost Random Number Library.

### Разбор текста
Spirit — одна из наиболее сложных частей Boost, предназначенная для написания синтаксических анализаторов (англ. parsers) напрямую в C++-тексте программы в виде, близком к форме Бэкуса — Наура.
Пример синтаксического анализатора для чтения чисел, разделённых запятой:
```
#include
 
<boost/spirit/core.hpp>

#include
 
<boost/spirit/actor/push_back_actor.hpp>

#include
 
<iostream>

#include
 
<vector>

#include
 
<string>

using
 
namespace
 
std
;

using
 
namespace
 
boost
::
spirit
;

// Парсер разделённых запятой чисел

bool
 
parse_numbers
(
const
 
char
*
 
str
,
 
vector
<
double
>&
 
v
)

{

   
return
 
parse
(
str
,

       
//  начало грамматики

       
(

           
real_p
[
push_back_a
(
v
)]
 
>>
 
*
(
','
 
>>
 
real_p
[
push_back_a
(
v
)])

       
)

       
,

       
//  конец грамматики

       
space_p
).
full
;

}

```

Подробнее Spirit User’s Guide.

### Использование регулярных выражений
Boost.Regex — библиотека работы с регулярными выражениями. Имеет необходимую функциональность для фильтрации, поиска, разбора и обработки текста.
Поддерживает PCRE, POSIX BRE и ERE
Пример программы для разбора текста:
```
#include
 
<boost/regex.hpp>

#include
 
<vector>

#include
 
<string>

// Пример программы разбора URL

int
 
main
(
int
 
argc
,
 
char
**
 
argv
)

{

    
// Проверка на число параметров

    
if
 
(
argc
 
<
 
2
)
 
return
 
0
;

    
// Контейнер для значений

    
std
::
vector
<
std
::
string
>
 
values
;

    
// Выражение для разбора

    
boost
::
regex
 
expression
(

        
//       proto                 host               port

        
"^(?:([^:/?#]+)://)?(
\\
w+[^/?#:]*)(?::(
\\
d+))?"

        
//       path                  file       parameters

        
"(/?(?:[^?#/]*/)*)?([^?#]*)?(
\\
?(.*))?"

                       
);

    
// Формирование исходной строки для разбора (берется из командной строки)

    
std
::
string
 
src
(
argv
[
1
]);

    
// Разбор и заполнение контейнера

    
if
 
(
boost
::
regex_split
(
std
::
back_inserter
(
values
),
 
src
,
 
expression
))

    
{

        
// Вывод результата

        
const
 
char
*
 
names
[]
 
=
 
{
"Protocol"
,
 
"Host"
,
 
"Port"
,
 
"Path"
,
 
"File"
,
 
"Parameters"
,
 
NULL
};

        
for
 
(
int
 
i
 
=
 
0
;
 
names
[
i
];
 
i
++
)

            
printf
(
"%s:%s
\n
"
,
 
names
[
i
],
 
values
[
i
].
c_str
());

    
}

    
return
 
0
;

}

```

Подробнее Boost.Regex.

### Алгоритмы на графах
Boost Graph Library (BGL) предоставляет гибкую и эффективную реализацию концепции графов. Можно выбрать представление графа (например, список смежности или матрица смежности), тип данных (тип GRAPH из LEDA, Graph* из Stanford GraphBase, std::vector из STL) и алгоритм из большого набора алгоритмов, среди которых:
- Поиск в ширину
- Поиск в глубину
- Алгоритм Беллмана — Форда
- Алгоритм Дейкстры
- Алгоритм Прима
- Алгоритм Краскала
- Нахождение компонент связности графа
- Задача о максимальном потоке: алгоритм Эдмондса — Карпа и алгоритм проталкивания предпотока
- Обратный алгоритм Катхилл — Макки[11]
- Алгоритм топологической сортировки. Пример:

```
#include
 
<iostream>

#include
 
<list>

#include
 
<algorithm>

#include
 
<boost/graph/adjacency_list.hpp>

#include
 
<boost/graph/topological_sort.hpp>

#include
 
<iterator>

#include
 
<utility>

int
 
main
(
int
 
,
 
char
*
 
[])

{

  
using
 
namespace
 
boost
;

 
// тип графа

 
typedef
 
adjacency_list
<
vecS
,
 
vecS
,
 
directedS
,
 

   
property
<
vertex_color_t
,
 
default_color_type
>
 
>
 
Graph
;

 
// дескриптор вершин

 
typedef
 
boost
::
graph_traits
<
Graph
>::
vertex_descriptor
 
Vertex
;

 
// контейнер для цепочки вершин

 
typedef
 
std
::
vector
<
Vertex
>
 
container
;

 
// тип представления дуг графа

 
typedef
 
std
::
pair
<
std
::
size_t
,
std
::
size_t
>
 
Pair
;

 
// Дуги графа 

 
Pair
 
edges
[
6
]
 
=
 
{
 
Pair
(
0
,
1
),
 
Pair
(
2
,
4
),

                   
Pair
(
2
,
5
),

                   
Pair
(
0
,
3
),
 
Pair
(
1
,
4
),

                   
Pair
(
4
,
3
)
 
};

 
// Граф

 
Graph
 
G
(
edges
,
 
edges
 
+
 
6
,
 
6
);

 
// словарь для получения номеров вершин по дескриптору вершин

 
boost
::
property_map
<
Graph
,
 
vertex_index_t
>::
type
 
id
 
=
 
get
(
vertex_index
,
 
G
);

 
// контейнер для хранения отсортированных вершин

 
container
 
c
;

 
// выполнение алгоритма

 
topological_sort
(
G
,
 
std
::
back_inserter
(
c
));

 
// Вывод результата: перебор дескрипторов графа в контейнере,

 
// получение порядковых номеров вершин

 
std
::
cout
 
<<
 
"Топологическая проверка: "
;

 
for
 
(
container
::
reverse_iterator
 
ii
 
=
 
c
.
rbegin
();
 
ii
 
!=
 
c
.
rend
();
 
++
ii
)

   
std
::
cout
 
<<
 
id
[
*
ii
]
 
<<
 
" "
;

 
std
::
cout
 
<<
 
std
::
endl
;

 
return
 
0
;

}

```

Подробнее Boost Graph Library.

### Многопоточность
Пример кода, показывающий создание потоков:
```
#include
 
<boost/thread/thread.hpp>

#include
 
<iostream>

using
 
namespace
 
std
;

void
 
hello_world
()

{

  
cout
 
<<
 
"Здравствуй, мир, я - thread!"
 
<<
 
endl
;

}

int
 
main
(
int
 
argc
,
 
char
*
 
argv
[])

{

  
// запустить новый поток, вызывающий функцию "hello_world"

  
boost
::
thread
 
my_thread
(
&
hello_world
);

  
// ждем завершения потока

  
my_thread
.
join
();

  
return
 
0
;

}

```

Подробности можно найти в документации и в статьях в Dr. Dobb's Journal, описывающих библиотеку.
Известен также основанный на Boost.Thread проект C++ библиотеки thread pool, реализующей одноимённый шаблон проектирования.